# Stefanie de Roux
Stefanie de Roux Martin (Panamá, 5 de agosto de 1982) es un modelo panameña, elegida Señorita Panamá 2002 ha representado a Panamá en el Miss Universo 2003 que se celebró en la Ciudad de Panamá, donde la modelo fue capaz de llegar hasta las semifinales. También fue la representante de su país en Miss Tierra 2006 se celebró el 26 de noviembre de 2006 en Manila, Filipinas, donde logra llegar al top 8 finalistas.
La carrera de De Roux en el espectáculo comenzó a la edad de quince años, al participar en un desfile de moda organizado para recaudar fondos para la investigación del cáncer. Poco tiempo después, fue contratada por una agencia de modelos y comenzó a trabajar como modelo profesional. Exnovia de Pancho
Después de su colocación como finalista en Miss Tierra, de Roux fue incluida en la lista de los estudiantes de la Universidad Metodista del Sur que lograron destacarse.
| Predecesor: Justine Pasek                   | Miss Panamá 2002        | Sucesor: Jessica Rodríguez |
| Predecesor: Rosemary Isabel Suárez Macharek | Miss Panamá Tierra 2006 | Sucesor: Nadege Herrera    |